# 야스무로촌
야스무로촌(安室村)은 효고현 시카마군에 있던 촌이다. 현재의 히메지시의 중심부 남서일대, 산요전기철도 본선의 연선에 해당한다.

## 역사
- 1889년 4월 1일 - 정촌제 시행에 의해 시키사이군 8개 촌의 구역을 가지고 성립하였다.
- 1896년 4월 1일 - 시카마군이 성립하여 소속이 변경되었다.
- 1936년 4월 1일 - 히메지시에 편입해 소멸하였다.

## 참고문헌
- 大日本篤農家名鑑編纂所編『大日本篤農家名鑑』大日本篤農家名鑑編纂所、1910年。
- 『姫路飾磨神崎紳士大鑑』姫路興信所、1924年。
- 『市町村名変遷辞典』東京堂出版、1990年。